# Armorum iudicium (Accio)
Il giudizio delle armi (in latino Armorum iudicium) è una cothurnata perduta dello scrittore romano Lucio Accio. Traeva ispirazione dal ciclo troiano, ed era stata preceduta dalla tragedia omonima scritta un secolo prima dal tragediografo Marco Pacuvio. Entrambe erano forse ispirate all'Aiace di Sofocle.